# Scrobipalpa thymelaeae
Scrobipalpa thymelaeae is een vlinder uit de familie tastermotten (Gelechiidae). De wetenschappelijke naam is voor het eerst geldig gepubliceerd in 1939 door Amsel.
De soort komt voor in Europa.